# Koreaanse Oorlog
De Koreaanse Oorlog of Koreaoorlog is een in het Westen gebruikte naam voor een tussen 1950 en 1953 uitgevochten oorlog tussen het communistische Noord-Korea en het prowesterse Zuid-Korea. Noord-Korea werd in de oorlog militair ondersteund door de Volksrepubliek China en de Sovjet-Unie. Zuid-Korea werd gesteund door de Verenigde Naties en ontving militaire bijstand van diverse VN-landen, onder leiding van de Verenigde Staten.
De directe oorzaak van het conflict lag in de na de Tweede Wereldoorlog doorgevoerde deling van het in 1910 door het Japan geannexeerde keizerrijk Korea. Het noordelijk deel werd door de Sovjet-Unie bezet en het zuidelijk deel door de Verenigde Staten. Als scheidslijn werd de 38e breedtegraad genomen. De opdeling zou tijdelijk zijn, maar beide delen ontpopten zich al snel tot een eigen entiteit. Het noordelijk deel werd communistisch en het zuiden mocht zich - slechts in naam - democratisch noemen. Van een op vreedzame wijze samengaan van beide delen was al snel geen sprake meer en beide delen overwogen met militair geweld het andere deel in te nemen.
Na diverse grensconflicten begon de oorlog op 25 juni 1950 met een invasie van Noord-Korea op het zuiden en eindigde op 27 juli 1953 met een wapenstilstand, zonder dat een echte winnaar tevoorschijn was gekomen. De nieuwe scheidslijn kwam nabij de 38e breedtegraad te liggen. Er is sindsdien geen vredesverdrag gesloten, waardoor het conflict formeel nog steeds voortduurt. De Koreaanse situatie was lang een onderdeel van de Koude Oorlog.

## Aanloop

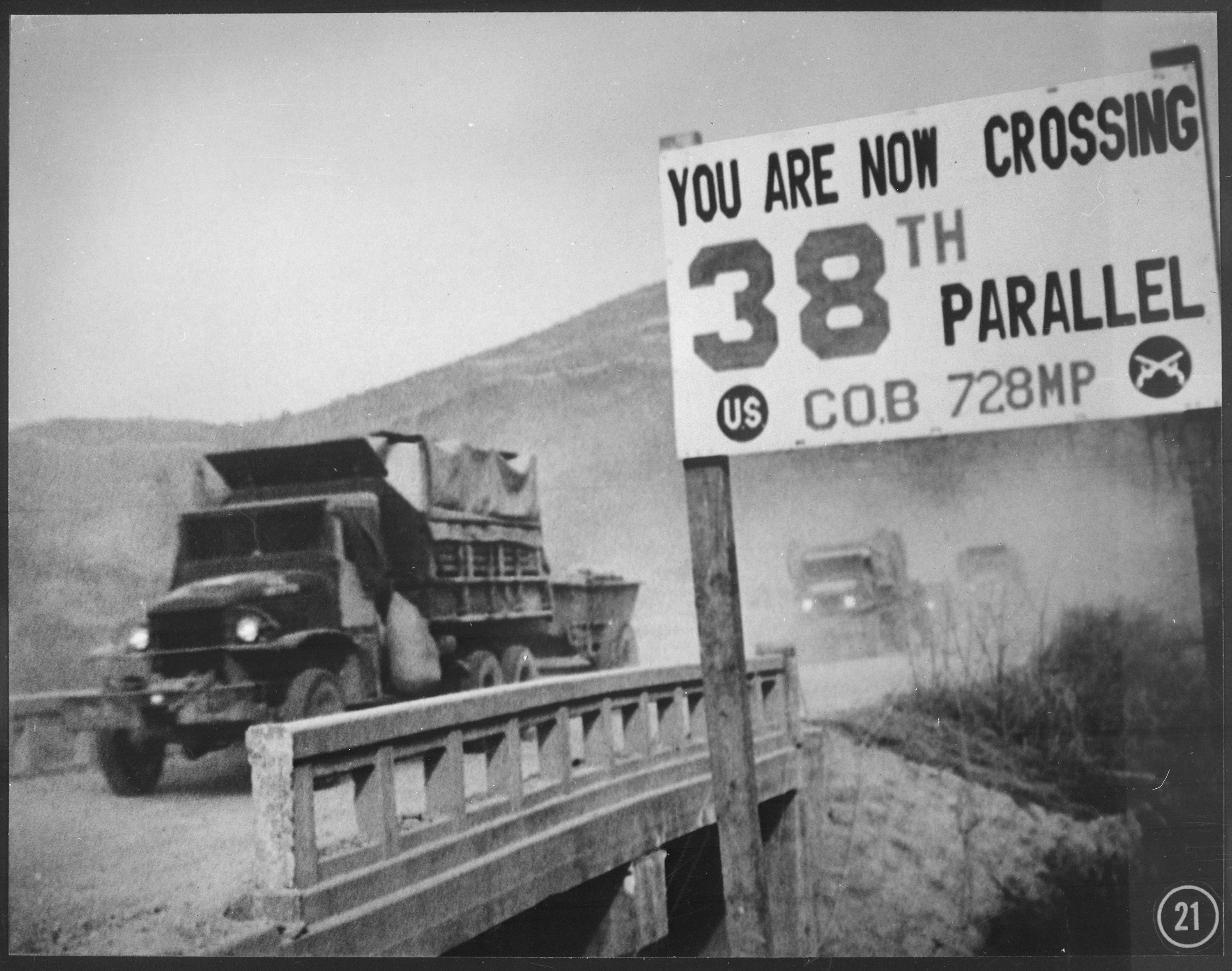
De 38e breedtegraad, die na de Tweede Wereldoorlog als tijdelijke grens tussen noord en zuid werd bedacht, tijdens de oorlog

Korea was sinds 1905 een protectoraat van Japan en werd in 1910 door dit land geannexeerd. Na de Tweede Wereldoorlog werd het noorden bezet door de Sovjet-Unie en het zuiden door de Verenigde Staten. De 38e breedtegraad vormde de grens. De bedoeling was om beide delen te herenigen tot één Korea. Aan het einde van de bezetting door de twee grote mogendheden, in 1948, kreeg Noord-Korea echter een communistische regering en werd in Zuid-Korea een prowesters bestuur gevestigd. In 1948 verlieten de Sovjettroepen het schiereiland, en in 1949 de Amerikanen.
Noord-Korea bleef gesteund worden door de Sovjet-Unie en Zuid-Korea kreeg steeds meer bijstand van de Verenigde Staten. Van een vreedzaam samenzijn was geen sprake meer, beide delen wilden het andere deel met militair geweld onderwerpen. In Zuid-Korea waren tussen de 1.000 en 5.000 communistische guerrilla's actief, en vanaf augustus 1949 vonden confrontaties aan de grens plaats, die meestal in het voordeel van Noord-Korea werden beslist. De Noord-Koreaanse leider Kim Il-sung meende dat de bevolking van het zuiden hem als bevrijder zou ontvangen en dat het Zuid-Koreaanse leger geen partij voor zijn troepen zou zijn. Hij verzocht Jozef Stalin al in 1949 om toestemming voor een aanval op het zuiden, iets wat deze vooralsnog weigerde omdat hij escalatie wilde vermijden.
Ondertussen steunde Noord-Korea de communistische troepen in de Chinese Burgeroorlog, onder andere door hen toe te staan op Noord-Koreaans gebied bases in te richten en materieel en mankracht te verstrekken. Mao stuurde als wederdienst 50 tot 70.000 veteranen van Koreaanse afkomst naar Korea om het Noord-Koreaanse leger te versterken. Het Chinese regime zag de Verenigde Staten en diens bondgenoten als de grootste bedreiging en moedigde communistische machtsovernames in landen in de nabijheid van China aan.
In 1950 meende Stalin dat de geostrategische situatie in zijn voordeel was veranderd: Mao zat stevig in het zadel in China, en de Sovjet-Unie bezat inmiddels kernwapens. Bovendien hadden de Amerikanen niet direct in China ten voordele van de Nationalisten geïntervenieerd en Korea werd gezien als van mindere strategische waarde dan China. In april 1950 gaf Stalin Kim il-Sung toestemming, op voorwaarde dat Mao indien nodig zou interveniëren. Stalin maakte van meet af aan duidelijk dat er geen Sovjettroepen bij gevechtshandelingen betrokken zouden raken. Mao ging, met tegenzin omdat China er nu zelf direct bij betrokken kon raken, akkoord en de voorbereidingen voor de oorlog werden opgevoerd. Om de vijand zand in de ogen te strooien en niet de agressor te lijken, stuurde Noord-Korea diplomaten met een vredesaanbod naar het zuiden en riep het op tot verkiezingen in heel Korea. Syngman Rhee, president van Zuid-Korea weigerde dit en Zuid-Koreaanse troepen begonnen de Noord-Koreanen aan de grens te provoceren. Rhee meende dat zijn leger het noorden gemakkelijk zou kunnen veroveren. Toch waren de Zuid-Koreanen en de Amerikanen niet goed voorbereid, er waren al zo vaak conflicten geweest dat ze meenden dat het ook deze keer met een sisser zou aflopen.

## Troepensterktes

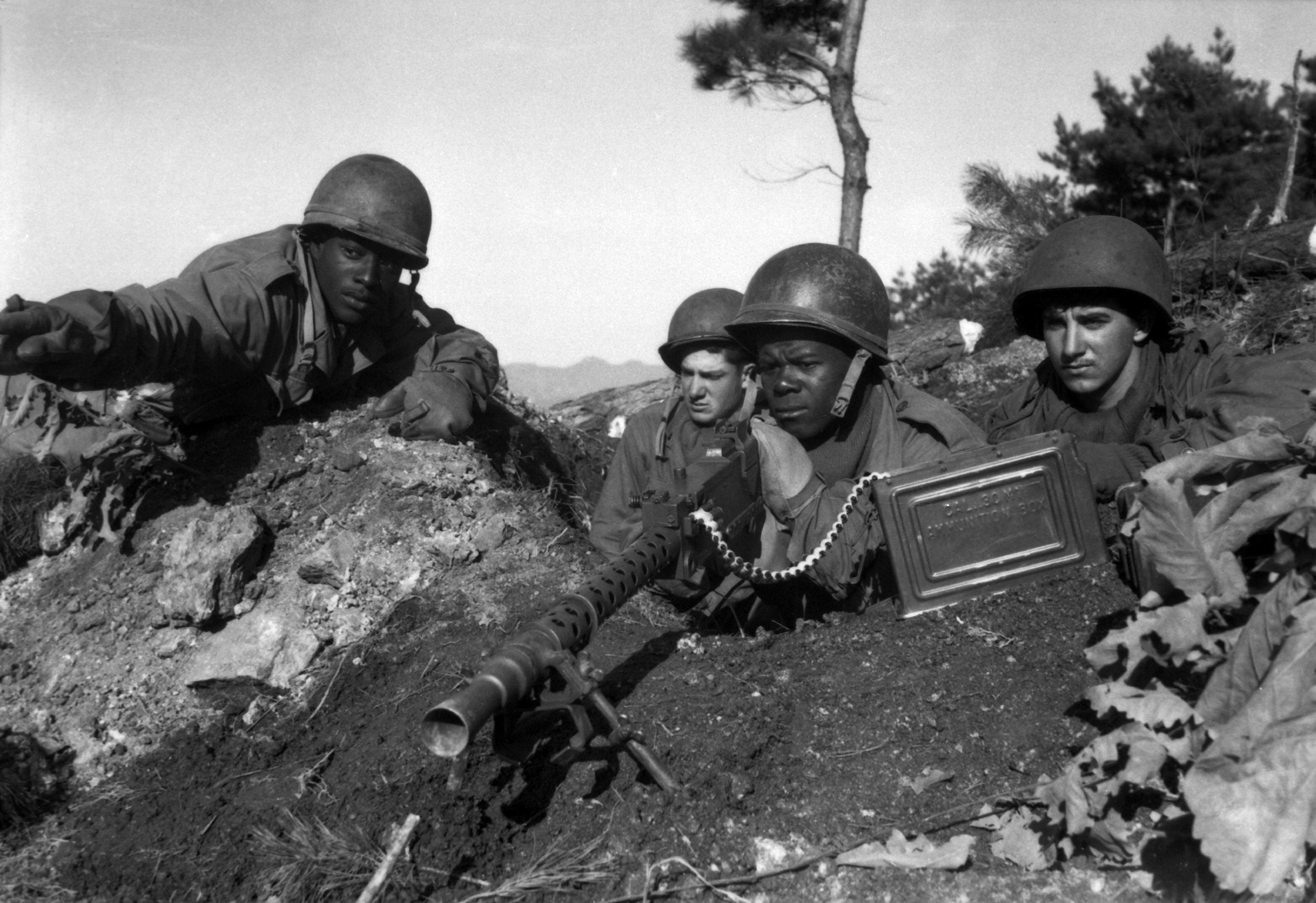
Amerikaanse soldaten tijdens de Koreaanse Oorlog

Noord-Korea beschikte bij het begin van de oorlog in 1950 over tussen de 150.000 en 200.000 manschappen, verdeeld over 10 infanteriedivisies, 1 tankdivisie, en 1 luchtmachtdivisie. De invasiemacht bezat 274 T-34-85 tanks, 200 artilleriestukken, 110 bommenwerpers, 150 Jak-gevechtsvliegtuigen, en 35 verkenningsvliegtuigen. 114 jagers, 78 bommenwerpers, 105 T-34-85 tanks en 30.000 manschappen werden achtergehouden. De kern van dit leger bestond uit de Koreaanse veteranen uit de Chinese Burgeroorlog.
Zuid-Korea bezat een leger van 98.000 manschappen, geen tanks, en 22 gevechtsvliegtuigen. De troepen waren slecht voorbereid en slecht bewapend.
De Amerikaanse aanwezigheid was beperkt tot 300 manschappen en de dichtstbijzijnde Amerikaanse troepen van significante omvang bevonden zich in Japan, terwijl China en de Sovjet-Unie aan Noord-Korea grensden. Kim Il-Sung had derhalve de militaire krachten goed ingeschat terwijl Syngman Rhee het bij het verkeerde eind had: Noord-Korea was overweldigend in het voordeel. Ook dit speelde een rol in de besluitvorming: Kim Il-Sung wilde, nu hij in het voordeel was, toeslaan en voorkomen dat de Zuid-Koreanen de kans zouden krijgen om hun militaire achterstand in te lopen.

## Verloop

Gedurende het conflict verschoven de gevechtslinies in hoog tempo. Toch ligt de uiteindelijke bestandslijn niet ver van de aanvankelijke grens bij de 38e breedtegraad.
Noord-Koreaanse, Chinese en Sovjet-troepen
Zuid-Koreaanse en bevriende troepen (VS/VN)

Op 25 juni 1950 vielen Noord-Koreaanse troepen Zuid-Korea binnen. Daarop besloot de Veiligheidsraad van de Verenigde Naties bij Resolutie 84 tot militaire steun aan Zuid-Korea. Uiteindelijk bestond die steun uit een troepenmacht waaraan naast troepen van de Verenigde Staten nog vijftien landen deelnamen: Australië, België, Canada, Colombia, Filipijnen, Ethiopië, Frankrijk, Griekenland, Luxemburg, Nederland, Nieuw-Zeeland, Thailand, Turkije, Verenigd Koninkrijk en Zuid-Afrika. Alle troepen kwamen onder leiding van de Verenigde Staten te staan. De Amerikaanse generaal Douglas MacArthur werd benoemd tot opperbevelhebber.
Na enkele dagen werd de Zuid-Koreaanse hoofdstad Seoel bezet en begin september 1950 was 90% van Zuid-Korea in handen van Noordelijke troepen. Alleen een klein gebied rondom Busan hield nog stand. Bijna waren de Zuid-Koreanen en de te hulp schietende Amerikanen op de knieën gedwongen, vooral omdat zowel de Zuid-Koreanen als de Amerikanen onvoldoende getraind waren, het moreel zeer laag was en de leiding vaak ernstig tekortschoot.
Mede dankzij het feit dat de Noord-Koreanen zeer zware verliezen hadden geleden tijdens hun opmars en de bevoorradingsroutes voor hen steeds langer waren geworden, bloedde het offensief van de Noord-Koreanen echter langzaam dood. Daarnaast kwamen er steeds meer versterkingen aan voor de Amerikanen en Zuid-Koreanen in de vorm van nieuwe Amerikaanse divisies en eenheden van andere landen van de Verenigde Naties. Met behulp van een tactisch hoogstandje (de amfibische landing bij Incheon, ver achter de Noord-Koreaanse linies) en het nodige geluk slaagde bevelhebber MacArthur erin de Noord-Koreanen terug te dringen tot aan de grenzen van China.

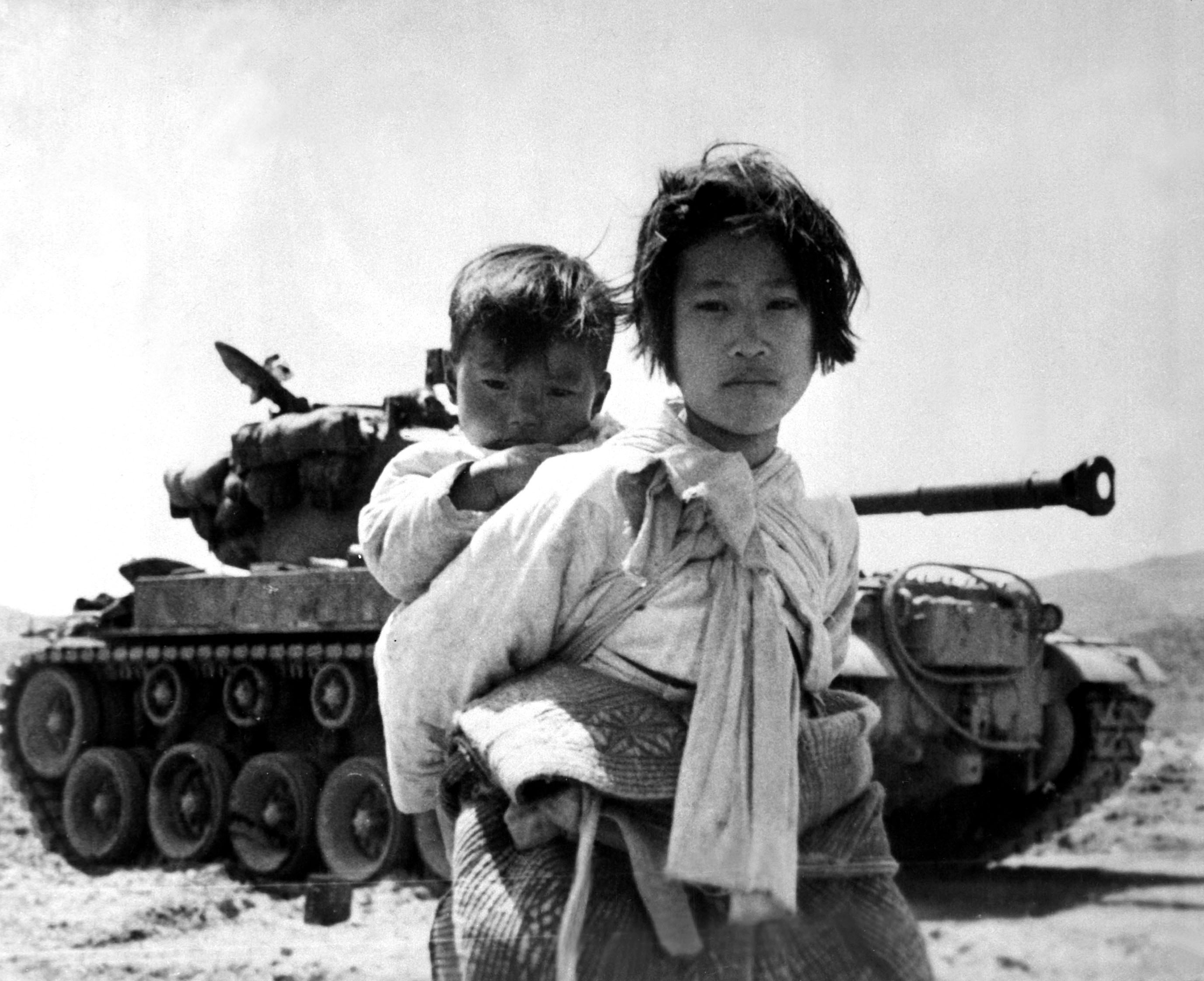
Koreaanse burgers voor een achtergelaten M46 Patton, in 1951

Op dat moment intervenieerde de Volksrepubliek China, onder andere vanwege de vermeende dreiging van kapitalistische legereenheden aan haar grenzen en het feit dat de Verenigde Staten openlijk steun verleenden aan de nationalistische Chinezen op het eiland Formosa (het huidige Taiwan), onder leiding van Chiang Kai-shek. De VS zette de 7e vloot in ter bescherming van Formosa. De aanvallende Chinezen drongen de westerse coalitie terug. Opnieuw viel Seoel in communistische handen.  Op 11 april 1951 werd Douglas MacArthur ontheven van zijn functie als bevelhebber over de VN-troepen in Korea. Reden was dat hij controversiële verklaringen had afgelegd over een mogelijke uitbreiding van de oorlog tot in China, en over mogelijk gebruik van kernwapens (omdat men een nucleaire oorlog vreesde).
In de periode die volgde sleepte de oorlog zich voort, waarin successen en tegenslagen voor beide partijen elkaar afwisselden. Medio 1951 werden er pogingen gedaan vredesonderhandelingen te beginnen. Daarmee kon op 10 juli 1951 in Kaesong worden begonnen. De onderhandelingen sukkelden maandenlang voort en werden herhaalde malen gestaakt. Een groot struikelblok was de uitwisseling van krijgsgevangenen.
Om de Noord-Koreaanse leiders onder druk te zetten onderwierpen de Amerikanen in de laatste twee jaar van de oorlog Noord-Korea aan een genadeloos bombardement met napalm. Daarbij kwamen ongeveer 500.000 mensen om het leven.
Pas na de dood van Sovjetleider Stalin in maart 1953 werd er weer vooruitgang geboekt en op 27 juli 1953 kon er te Panmunjeom een staakt-het-vuren worden afgekondigd. Op het land kwam een nieuwe scheidslijn te liggen nabij de 38e breedtegraad en op zee werd de Northern Limit Line geïntroduceerd.

## Nasleep
De onderhandelingen hadden dan wel tot een staakt-het-vuren geleid, maar een vrede tussen Noord-Korea en Zuid-Korea werd nooit gesloten, zodat beide landen officieel nog steeds in staat van oorlog verkeren. Regelmatig vallen er nog slachtoffers tijdens grensschendingen. Dieptepunt was het jaar 1961, waarin in totaal 122 mensen van het VN-leger sneuvelden. In de Koreaanse Oorlog als geheel lieten twee miljoen burgers en militairen het leven. Noord- en Zuid-Korea bleven als puinhopen achter.

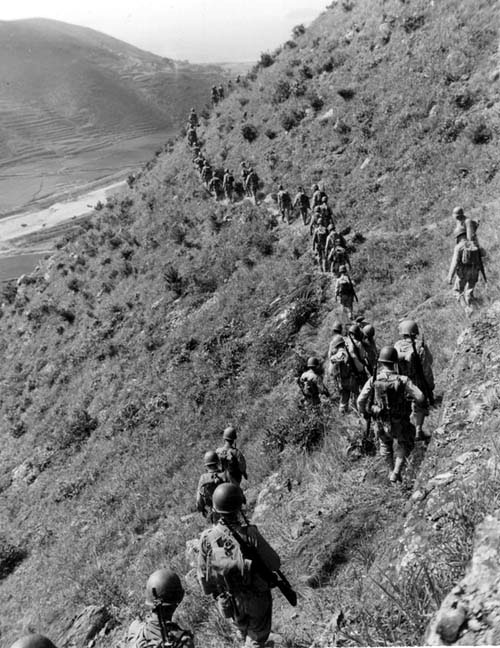
Amerikaanse militairen tijdens de oorlog

Sinds de oorlog staan de legers van de twee landen onafgebroken oog in oog tegenover elkaar bij de gedemilitariseerde zone, een soort IJzeren Gordijn dat de twee landen van elkaar scheidt. Er zijn wel voorzichtige pogingen om meer toenaderingen tussen beide staten tot stand te brengen. Onder andere is er een regeling dat over en weer familie elkaar weer kan bezoeken. Door politieke fricties wordt die regeling nogal eens buiten werking gesteld.
De Koreaanse Oorlog wordt ook weleens de Vergeten Oorlog genoemd, omdat hij in de schaduw staat van zowel de Tweede Wereldoorlog als de Vietnamoorlog. Deze oorlog was echter bloedig genoeg om hem zijn plaats in de geschiedenis te geven.
Sinds 2006 doet de Zuid-Koreaanse Waarheids- en Verzoeningscommissie onderzoek naar oorlogsmisdaden die in 1950-1953 zijn begaan. Ze bracht in juli 2008 onder meer naar buiten dat in 1950 duizenden Koreanen die van linkse sympathieën werden beschuldigd door Zuid-Koreaanse strijdkrachten werden geëxecuteerd onder toeziend oog van Amerikaanse soldaten, die bewust niet ingrepen.
In 2010 laaiden de vijandelijkheden tussen Noord- en Zuid-Korea weer op toen het Zuid-Koreaanse korvet ROKS Cheonan (PCC-772) met een torpedo tot zinken werd gebracht, volgens Zuid-Korea en de VS door een Noord-Koreaanse onderzeeboot. Later dat jaar hield Zuid-Korea enkele militaire oefeningen vlak bij de grenzen van de buur. Noord-Korea reageerde op de oefeningen met een granaataanval op de Zuid-Koreaanse eilandengroep Yeonpyeong, waarbij vier Zuid-Koreaanse doden vielen.
Op 8 maart 2013 zegde Noord-Korea het niet-aanvalsverdrag met Zuid-Korea op. Op 27 april 2018 ontmoetten de Noord-Koreaanse leider Kim Jong Un en de Zuid-Koreaanse president Moon Jae-in elkaar en verklaarden ze dat ze het conflict tussen de beide Korea's wilden beëindigen.

## Nederlandse bijdrage

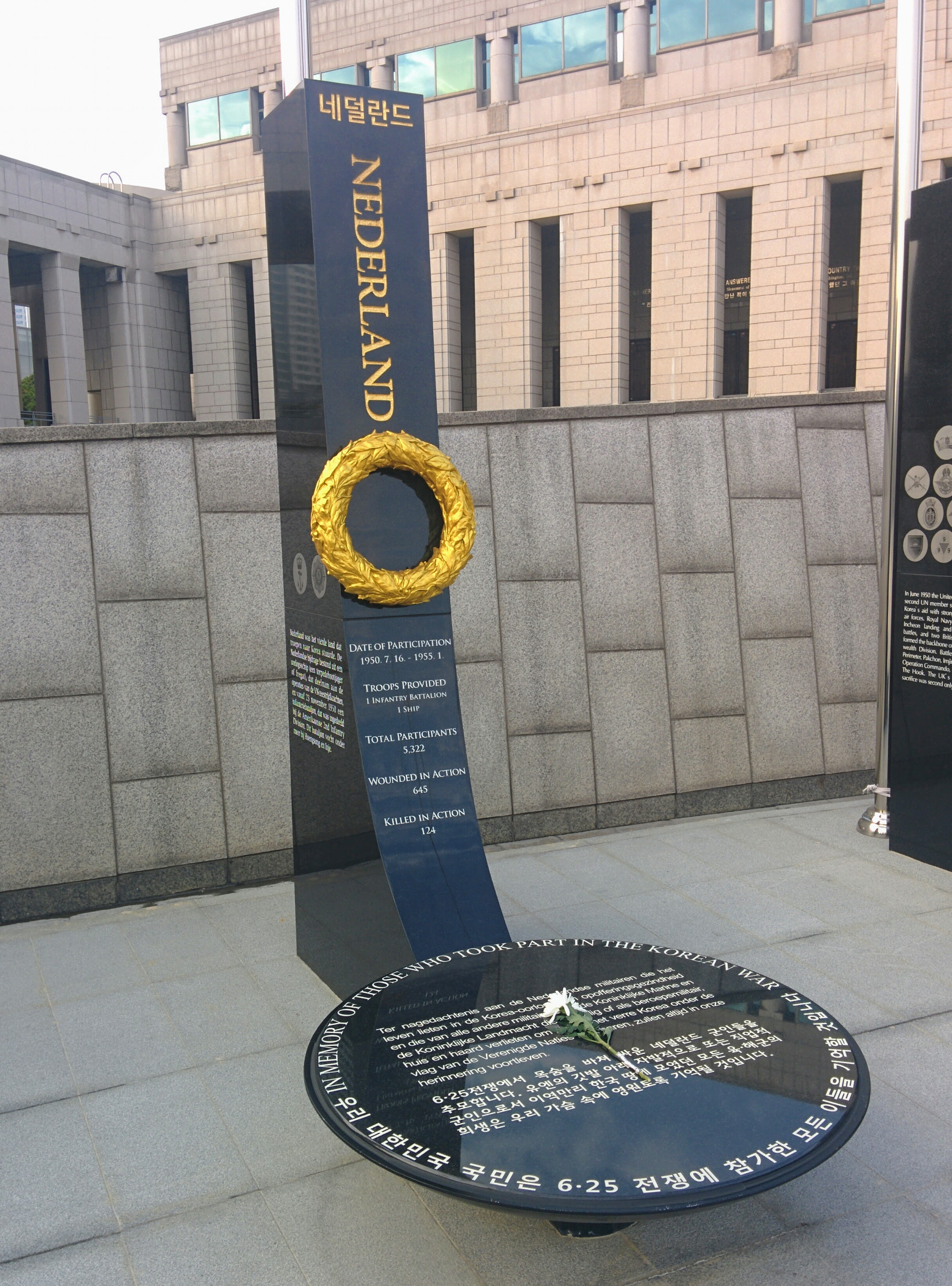
War Memorial of Korea, Nederlandse deel van het monument

De Nederlandse regering was niet direct gemotiveerd gevolg te geven aan de oproep van de VN-Veiligheidsraad om een bijdrage te leveren aan de strijd in Korea. Minister-president Willem Drees was bang dat een agressieve Amerikaanse reactie zou leiden tot een wereldwijd conflict. Ook was de regering bevreesd dat de oplopende defensie-inspanningen zwaar op de Nederlandse begroting zouden drukken, waardoor de naoorlogse wederopbouw in eigen land in gevaar zou komen. Een probleem was dat men ook niet de eigen internationale positie al te zeer wilde belasten. Een oplossing vond men in een bijdrage van de Koninklijke Marine en op 3 juli 1950 werd de torpedobootjager Hr.Ms. Evertsen naar de Koreaanse wateren gestuurd. De Evertsen was het eerste van in totaal zes Nederlandse marineschepen die aan het Koreaanse conflict zouden deelnemen in de periode 1950-1955. Onder bevel van de commandant van de Amerikaanse zeestrijdkrachten in het Verre Oosten voerde de Nederlandse marine verschillende taken uit. Zij escorteerde vliegkampschepen, voerde patrouilles uit en ondersteunde grondtroepen met artillerievuur.
Na zware Amerikaanse druk besloot de Nederlandse regering tot het uitzenden van grondtroepen en in augustus 1950 werden in Nederland vrijwilligers opgeroepen voor de strijd tegen de Noord-Koreaanse agressie. Er meldden zich 1670 vrijwilligers en in oktober werd het Nederlands Detachement Verenigde Naties (NDVN) opgericht. De eerste groep van 636 man onder bevel van luitenant-kolonel M.P.A. den Ouden vertrok op 26 oktober 1950 met het transportschip Zuiderkruis. Het laatste detachement vertrok in juli 1954. Eind 1954 waren alle manschappen van het Nederlandse detachement terug. Het Nederlandse leger werd uitgerust met Amerikaanse kledij en viel onder het 38ste Regiment van de 2e 'Indianhead' Infantry Division (8th Army) van de Amerikanen. In de periode 1950-1954 werden 4748 Nederlandse militairen afkomstig van de Koninklijke Landmacht, Koninklijke Marine en Korps Mariniers ingezet bij de strijd in Korea, van wie er 122 sneuvelden. Drie raakten vermist. De zwaarste gevechten waarbij zij werden betrokken waren die te Hoengseong, Wonju en Inje. Bij Hoengseong (februari 1951) sneuvelden 15 Nederlanders, onder wie de commandant, overste Den Ouden. Bij Inje (juni 1951) kwamen 20 Nederlandse militairen om. In het 'War Memorial of Korea' in Seoul staat een monument ter nagedachtenis hieraan. 
Het NDVN in Korea was ingedeeld bij het 38th U.S. Infantry Regiment "Rock of the Marne". De belangrijkste acties van het NDVN waren:
- 1951 Hoengseong, Wonju, Hill 325, Hwachonreservoir, Inje, Taeusan, Mundung-ni, Iron Triangle
- 1952 Silver Star Hill, Star Hill, Sagimak, Chungmoksil. Koje-do, Old Baldy, Arsenal, Iron Triangle
- 1953 Samichon valley, Nudea, Iron Triangle(3rd time), Chunmoksil, Hill 340.

De militairen kregen allen de Koreaanse Oorlogsmedaille, de VN verleende alle Nederlandse militairen die langer dan dertig dagen in Korea waren geweest de Koreamedaille van de Verenigde Naties. Tevens werd door de Nederlandse regering het Kruis voor Recht en Vrijheid verleend. Verder werden de volgende dapperheidsonderscheidingen uitgedeeldː
Van de 4748 Nederlandse militairen die in Korea dienden ontvingen er drie de hoogste Nederlandse militaire onderscheiding, de Militaire Willems-Orde, van wie twee postuum (commandant overste Den Ouden en soldaat J.F. Ketting Olivier). Koningin Juliana verleende aan Kapitein J. Anemaet het ridderkruis en hij was onder de veteranen de enige levende drager van een wegens de Koreaanse Oorlog toegekende Willems-Orde. Verder werd de Bronzen Leeuw vijfmaal toegekend, het Bronzen Kruis 21 keer en het Kruis van Verdienste viermaal.
Het detachement kreeg van de Amerikanen het Combat Infantryman Badge en werd tweemaal een Presidential Unit Citation toegekend. Andere Amerikaanse onderscheidingen waren:
- Bronze Star Medal 91×
- Bronze Star Medal with V-device 25×
- Silver Star Medal 16×
- Legion of Merit, Degree of Legionnaire 3×
- Legion of Merit, 4th class 1×
- Medal of Freedom 1×

## Belgische bijdrage
Op vraag van de Verenigde Naties besloot de Belgische regering een bataljon soldaten samen te stellen om naar Korea te zenden. Op 18 september 1950 ontving het trainingscentrum voor commando's te Marche-les-Dames 3000 kandidaten voor een intense opleiding die zou voorafgaan aan hun operationele inzet. Ongeveer 700 van hen beëindigden deze drie weken durende opleiding met succes. Het tweetalige bataljon kreeg de naam vrijwilligerskorps voor Korea en werd in Korea onder Amerikaans bevel geplaatst. Het bataljon ging er door het leven als het Belgian United Nations Command oftewel BUNC. Een van de pelotons van dit bataljon was daarenboven volledig samengesteld uit militairen van het groothertogdom Luxemburg. Op 18 december 1950 scheepte de BUNC in aan boord van het schip de Kamina in de haven van Antwerpen met als eindbestemming Pusan, waar het op 31 januari 1951 aanlegde.
Gedurende het Koreaanse conflict was het Belgisch-Luxemburgs Bataljon onderdeel van het I Corps – 3rd US Infantry Division "Rock of the Marne" en hierbij afwisselend ingedeeld bij de 29th British Brigade (bestaande uit het Gloucestershire Regiment, de Royal Northumberland Fusiliers, de Royal Ulster Rifles, het 15th US Infantry Regiment, het 7th US Infantry Regiment en het 65th US Infantry Regiment, (van februari 1955 tot juni 1955) voor het terugkeerde naar België.
Bij zijn inzet in het conflict dwong het bataljon ontzag en respect af bij de geallieerde troepen. Voor zijn dapperheid en zijn voorbeeldig gedrag werd het bataljon met zes eervolle vermeldingen beloond, waaronder één Amerikaanse en één Koreaanse. De gevechtsplaatsen waar deze vermeldingen verdiend werden versieren in gouden letters het vaandel. Het bataljon ontving de nestel verbonden aan de Leopoldsorde en het Erekruis van Militaire Verdiensten in goud van het groothertogdom Luxemburg.
De volgende vier Belgische vermeldingen verleenden de nestel van de Leopoldsorde aan het vaandel:
- IMJIN: slag aan Imjin van 22 tot 26 april 1951. Verleend op 4 januari 1952.
- HAKTANG-NI: gevechten van 9 tot 13 oktober 1951. Verleend op 25 juni 1953.
- CHATKOL: gevechten van maart tot april 1953. Verleend op 22 juli 1953
- COREE-KOREA: 31 januari 1951 tot 27 juli 1953. Verleend op 14 januari 1954.

Voor de slag bij Imjin werden ook de volgende eervolle vermeldingen verleend:
- Amerikaanse vermelding: Presidential Unit Citation. Verleend op 06 september 1952.
- Koreaanse vermelding: South Korean Presidential Unit Citations. Verleend op 7 juni 1952.

Het goudkleurige Erekruis van Militaire Verdiensten werd toegevoegd aan het vaandel door de regering van het Groothertogdom Luxemburg op 27 mei 1994.
Op het einde van het conflict werd de balans opgemaakt: 101 Belgische en twee Luxemburgse militairen sneuvelden, 478 raakten gewond. Vijf Belgische militairen worden nog altijd vermist en twee stierven in Noord-Koreaanse krijgsgevangenkampen. In totaal vertrokken 3171 Belgische en 78 Luxemburgse vrijwilligers naar Korea. In totaal namen 2636 onder hen deel aan gevechten. 2801 vrijwilligers vertrokken eenmaal, 352 tweemaal en 18 driemaal naar Korea. De laatste 200 vrijwilligers verlieten in juni 1955 Koreaanse bodem en keerden naar België terug.
Het derde bataljon parachutisten van de Belgische landcomponent heeft de eer gekregen de tradities van het Belgisch-Luxemburgs Korea bataljon over te nemen. Het vaandel van de eenheid werd toevertrouwd aan de korpscommandant van het 3e Para in 1955. De militairen van dit bataljon dragen de nestel van de Leopoldsorde. Het thuiskwartier van deze eenheid te Tielen draagt de naam van kapitein Pierre Gailly, een officier van de BUNC die sneuvelde te Chatkol op 20 maart 1953. Ook het mutskenteken van 3 Para en het schild “Korea” op hun uniform zijn overgenomen van de BUNC. Enkel de kleur van de muts werd niet overgenomen. De bruine mutsen van de BUNC worden in België gedragen door de eenheden van de infanterie. Het 3 Para draagt, zoals bijna alle parachutisteneenheden ter wereld, een wijnrode muts.

## Koreamedaille van de VN

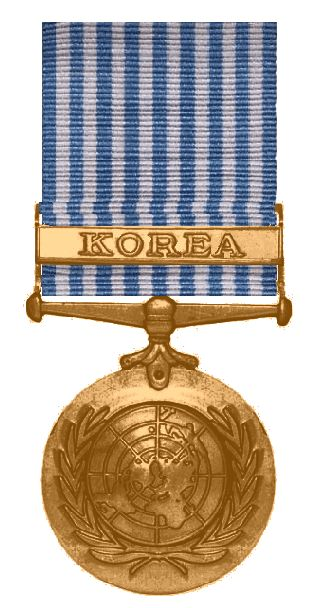
De Koreamedaille

De Koreamedaille van de Verenigde Naties is een ronde bronzen penning met op de voorzijde het VN-symbool, een wereldbol met daarop de zeven continenten en een lauwerkrans in bas-reliëf en op de vlakke keerzijde de opdracht "voor dienst in de verdediging van de beginselen van het Handvest van de Verenigde Naties", ook in bas-reliëf. De medaille wordt op de linkerborst gedragen en is aan het lint bevestigd door middel van een bronzen gesp en een mechanisme dat zowel draait om een knop als scharniert dankzij de bevestiging aan het lint.
Op de gesp is het woord "Korea" in bas-reliëf aangebracht. De aanduiding van het operatiegebied kan op de medailles, afhankelijk van de nationaliteit van de decorandus, worden weergegeven in het Engels, Frans, Spaans, Deens, Grieks, Italiaans, Nederlands, Zweeds, Sanskriet of Turks.
Alle medailles zijn van brons, er zijn geen zilveren of gouden medailles geslagen. Het lint kreeg de kleur van de vlag van de Verenigde Naties, hemelsblauw, met dunne witte verticale strepen. Wit is de voornaamste kleur van de vlag van Zuid-Korea.
Alle militairen in Korea en op de vloot in de Koreaanse wateren kwamen voor deze eerste Medaille voor Vredesmissies van de Verenigde Naties in aanmerking.